# Engelbrecht-Gletscher
Der Engelbrecht-Gletscher (norwegisch Engelbrechtbreen) ist ein Gletscher im Westen der subantarktischen Bouvetinsel. An der Esmarch-Küste mündet er südlich der Landspitze Norvegiaodden und der Bucht Bollevika in den Südatlantik.
Wissenschaftler des Norwegischen Polarinstituts benannten ihn 1980. Der Namensgeber ist nicht überliefert.